# Magdalena Sędziak
Magdalena Sędziak (17 maggio 1976) è una pentatleta polacca.

## Palmarès
In carriera ha conseguito i seguenti risultati:
- Mondiali:

Mosca 2004: oro nel pentathlon moderno staffetta a squadre.
- Europei

Usti nad Labem 2002: bronzo nel pentathlon moderno a squadre.
Usti nad Labem 2003: argento nel pentathlon moderno a squadre.
Albena 2004: bronzo nel pentathlon moderno a squadre.